# Видозмінений вуглець (роман)
«Видозмінений вуглець», також «Зінакшений вуглець» (англ. Altered Carbon) — фантастичний роман-антиутопія британського письменника Річарда Моргана, де в майбутньому міжзоряні подорожі здійснюються переміщенням свідомості між тілами. Роман видано у 2002 році. Як жанр визначається технотрилер і посткіберпанк. Продовженням є романи «Зламані янголи» (2003 рік) та «Пробуджені фурії» (2005 рік).

## Назва
Існує версія, що назва походить від англійського виразу «carbon copy», який значить «копія під копірку» (копірка — англ. carbon paper). За такого розуміння, правильним перекладом назви є «Змінена копія» або «Неточна копірка».

## Зміст
Події відбуваються у XXVII столітті. Вчені навчилися людські особистості оцифровувати і завантажувати в нові тіла-клони, що звуться «оболонками». Більшість людей мають мозкові імпланти — стеки, в яких зберігається їхня свідомість. У разі смерті тіла стек може зберігатися вічно. Католики вирішують не міняти оболонки, оскільки вірять, що після смерті душа вирушає в рай і не може перейти в нову оболонку. Це робить католиків метою для вбивств, оскільки вбивці знають, що жертва не буде відроджена для надання свідчень. Одна з сюжетних ліній роману — резолюція 653 ООН, що дозволяє змінити це юридичне становище і дозволити владі тимчасово помістити вбиту католичку в нову оболонку для участі в справі про вбивство.
Більшість людей може дозволити придбати собі нову оболонку до кінця свого життя, проте вони не можуть постійно оновлювати свої тіла і кожен раз проходять через всі стадії старіння. Це відбиває бажання міняти оболонку більше ніж один або два рази. Так що хоча звичайні люди можуть жити, в теорії, нескінченно, більшість обирають цього не робити. Лише забезпечені люди можуть дозволити собі постійну зміну тіл. Такі люди звуться Мафами (алюзія на біблійного довгожителя Мафусаїла). Дуже багата людина може також дозволити собі регулярно зберігати копію своєї свідомості в віддаленому сховищі. Копія гарантує, що навіть в разі знищення стека людина не загине і її свідомість можна буде перенести до нової «оболонки».
Водночас наявність стеків та «оболонок» дозволяє здійснювати багаторічні міжзоряні подорожі. Людство вже давно здійснило свою мрію і вирвалося в космос. Підкорено Сонячну систему, побудовано колонії за її межами. Експансія триває. Посланці (Envoy) — військова частина, сформована для ведення міжзоряних воєн, що веде міжпланетний уряд Протекторат ООН проти революціонерів-квеллістів. Переміщення швидше за світло можливі лише за допомогою підпросторової передачі оцифрованої свідомості в «центри завантаження», де її можна завантажити в оболонку. Переміщення нормальних солдатів таким способом може серйозно позначитися на їх ефективності, оскільки їм доведеться адаптуватися до нових тіл і незнайомих бойових умов. Щоб з цим впоратися, Посланці роблять акцент на ментальні тренування, а не фізичні. Тіла, в які переміщуються посланці, мають спеціальні нейро-хімічні рецептори, які посилюють всі 5 почуттів, інтуїцію і фізичні здібності до надлюдських показників. Ефективність тренувань Посланців така, що їм заборонено займати урядові пости в більшості світів.
Головний герой Такеші Ковач — колишній Посланець. Він напівяпонець-напівєвропеєць. Спочатку належав до банд Світу Гарлана, потім вступив до морської піхоти, зрештою до Корпусу Посланців. Його інструктором була Вірджинія Відура. Ковача постійно турбують спогади про участь частини Посланців в битві на планеті Шарая і, особливо, про військову поразку на Інненіне, в якому Посланці зазнали значних втрат через зараження їх стеків вірусом Роулінг 4851, що ушкоджує цифрову інформацію. Ковач, убитий в пролозі і збережений в цифровій формі, завантажений в оболонку, що раніше належала поліцейському Еліас Райкер з Бей-Сіті (колишній Сан-Франциско). Виявляється, що це зробив мільярдер Л.Банкрофт.
Маф на ім'я Лоуренс Бенкрофт (йому 300 років) начебто наклав на себе руки. 48-годинний цикл резервного копіювання позбавив його спогадів про останні дві доби життя. Відновлений Бенкрофт переконаний, що був убитий, тому наймає Ковача розслідувати свою смерть. Йому допомагає лейтенант Крістін Ортега, колишній партнер Райкера, оскільки обіцяно, що той повернеться до свого тіла. Постійно слідує повітрям за Ковачем готель «Хендрікс», штучний інтелект якого готовий заради постояльців порушити будь-які закони робототехніки і заподіяти своєю дією шкоду людині.
Зрештою Ковач виявляє широкомасштабну змову з метою неприйняття ООН Резолюції 653. На чолі змови стоїть бос китайської тріади Рейлін Кавахара. У заключній сутичці Ковач витримує усі навантаження та тортури (завдяки тренуванню на Посланця), а потім завдяки вірусу остаточно вбиває Кавахару та підтриває ніндзь так, що їх стек знищено.

## Нагороди
- 2003 — Меморіальна премія імені Філіпа К. Діка[4]

## Телевізійна версія
2 лютого 2018 року на телеканалі Netflix відбулася прем'єра американського телесеріалу Лаети Калогрідіс «Зінакшений вуглець».
Деякі відмінності від роману:
- Посланці розроблені революціонерами-квеллістами у світі Гарлан. Тоді як в романі Посланці є елітним військовим підрозділом.
- У телесеріалі Такеші Ковач є останнім з Посланців, що не відповідає романові.

## Переклади українською
- Річард Морґан. Видозмінений вуглець : Роман / Пер. з англ. М. Пухлій. — К. : Видавнича група КМ-БУКС, 2019. — 600 с. ISBN 978-966-948-227-3[6]